# والتر اندرسون (بازیکن فوتبال)
والتر اندرسون (انگلیسی: Walter Anderson؛ ۱۸۷۹ – ۳ مارس ۱۹۰۴ (aged 25)) بازیکن فوتبال اهل پادشاهی متحد بریتانیای کبیر و ایرلند بود.
از باشگاه‌هایی که در آن بازی کرده‌است می‌توان به باشگاه فوتبال آرسنال، باشگاه فوتبال پلیموث آرگیل، باشگاه فوتبال شفیلد یونایتد، و باشگاه فوتبال دارلینگتون اشاره کرد.